# اچ‌ام‌اس فاکس (ای۳۲۰)
اچ‌ام‌اس فاکس (ای۳۲۰) (به انگلیسی: HMS Fox (A320)) یک کشتی بود که طول آن ۵۷٫۶ متر (۱۸۹ فوت ۰ اینچ) بود. این کشتی در سال ۱۹۶۷ ساخته شد.